# Rinorea subsessilis
Rinorea subsessilis är en violväxtart som beskrevs av M. Brandt. Rinorea subsessilis ingår i släktet Rinorea och familjen violväxter. Inga underarter finns listade i Catalogue of Life.